# St-Charles (Marseille)

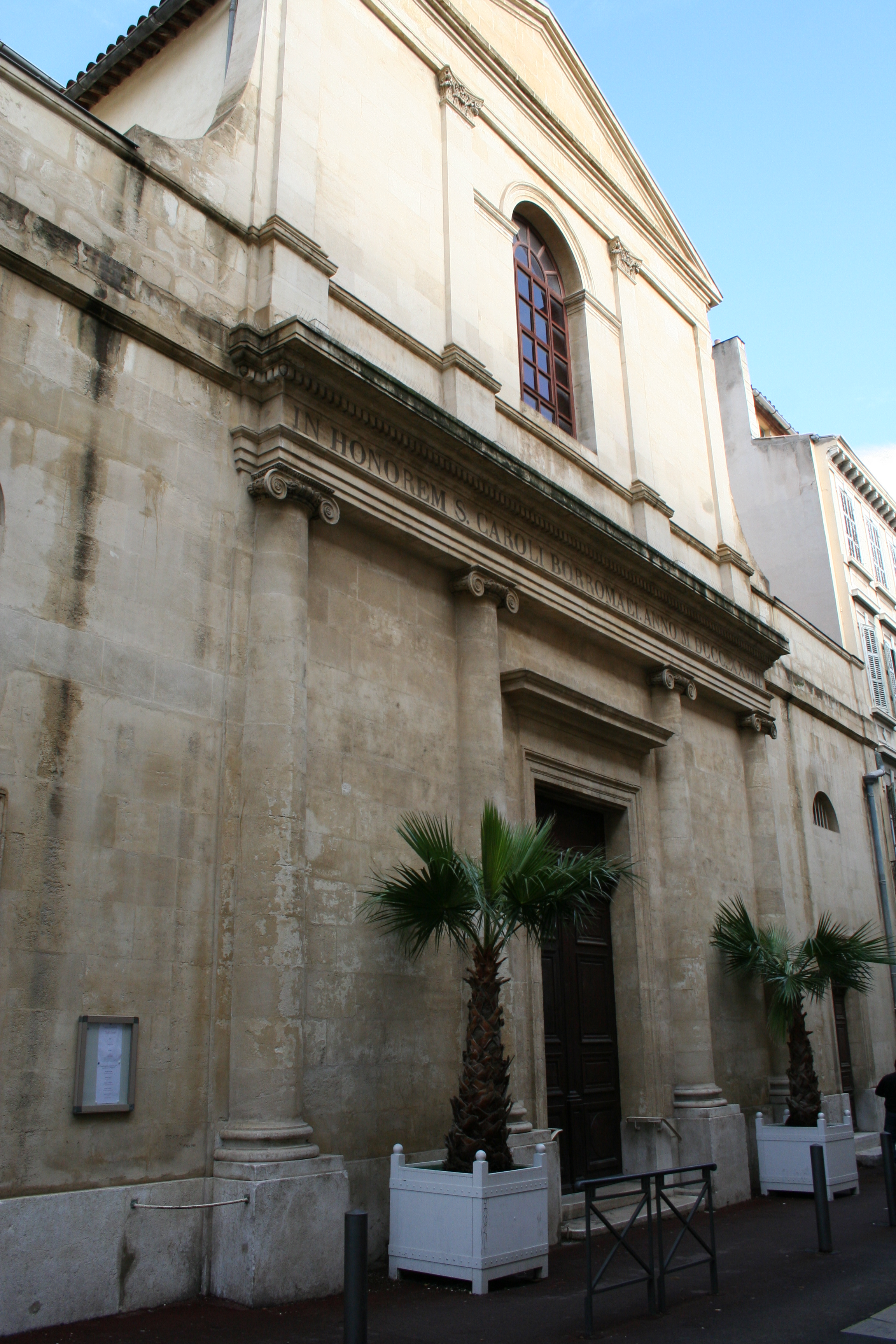
St-Charles (Marseille)

Die Kirche Saint-Charles, auch: St-Charles intra muros, ist eine römisch-katholische Kirche in der südfranzösischen Stadt Marseille.

## Lage und Patrozinium
Die Kirche befindet sich im 6. Arrondissement unweit von dem Alten Hafen an der Grenze zum 1. Arrondissement (Schnittstelle der Rue Breteuil und der Rue Grignan) in unmittelbarer Nähe zum Justizpalast. Sie ist zu Ehren des heiligen Karl Borromäus geweiht.

## Geschichte

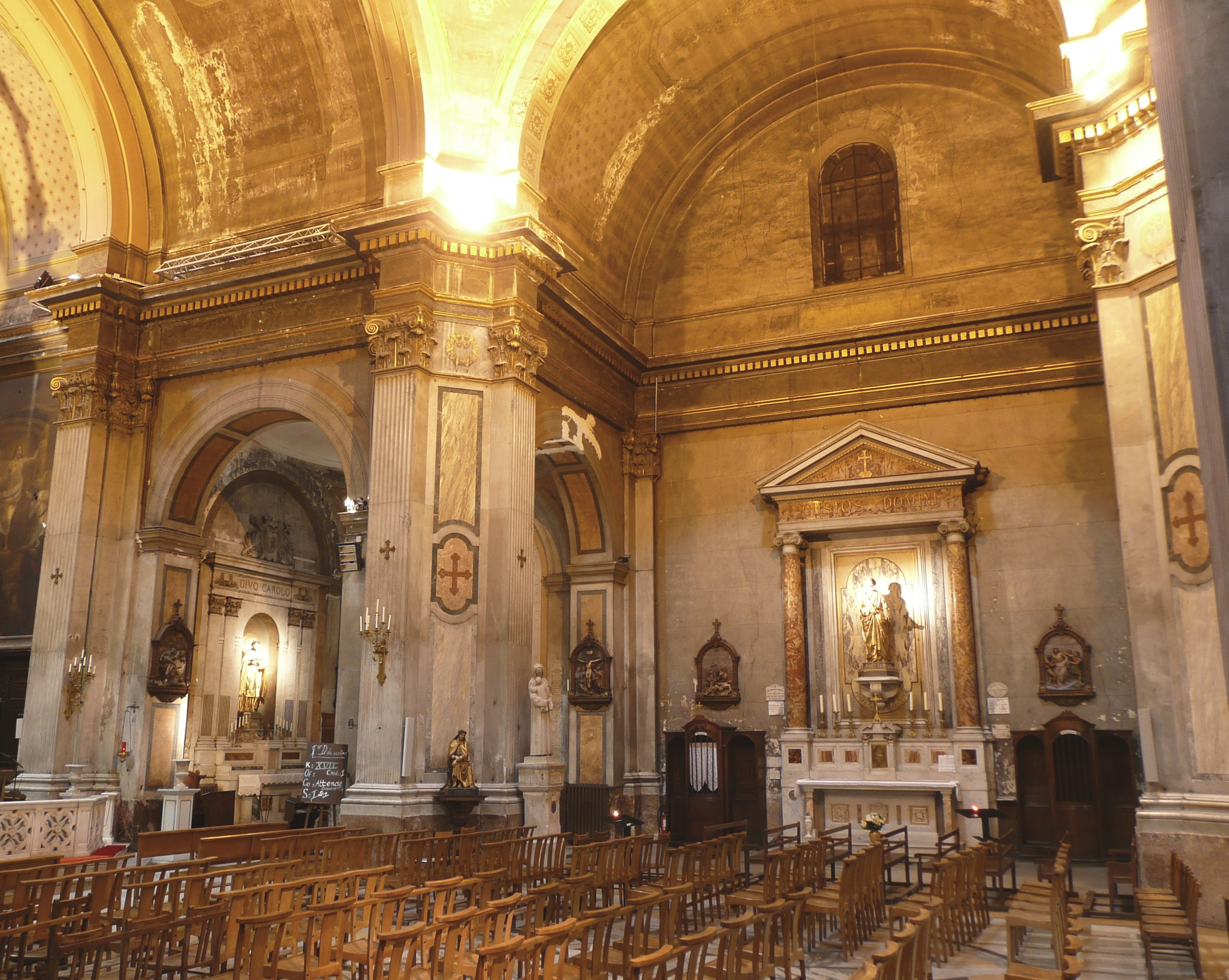
St-Charles, Innenraum

Die Kirche wurde ab 1827 im klassizistischen Stil mit Kuppel erbaut. Es ist die Taufkirche von Marcel Pagnol. In der Pfarrei starb Frédéric Ozanam, woran eine Tafel mit Porträt erinnert.

## Ausstattung

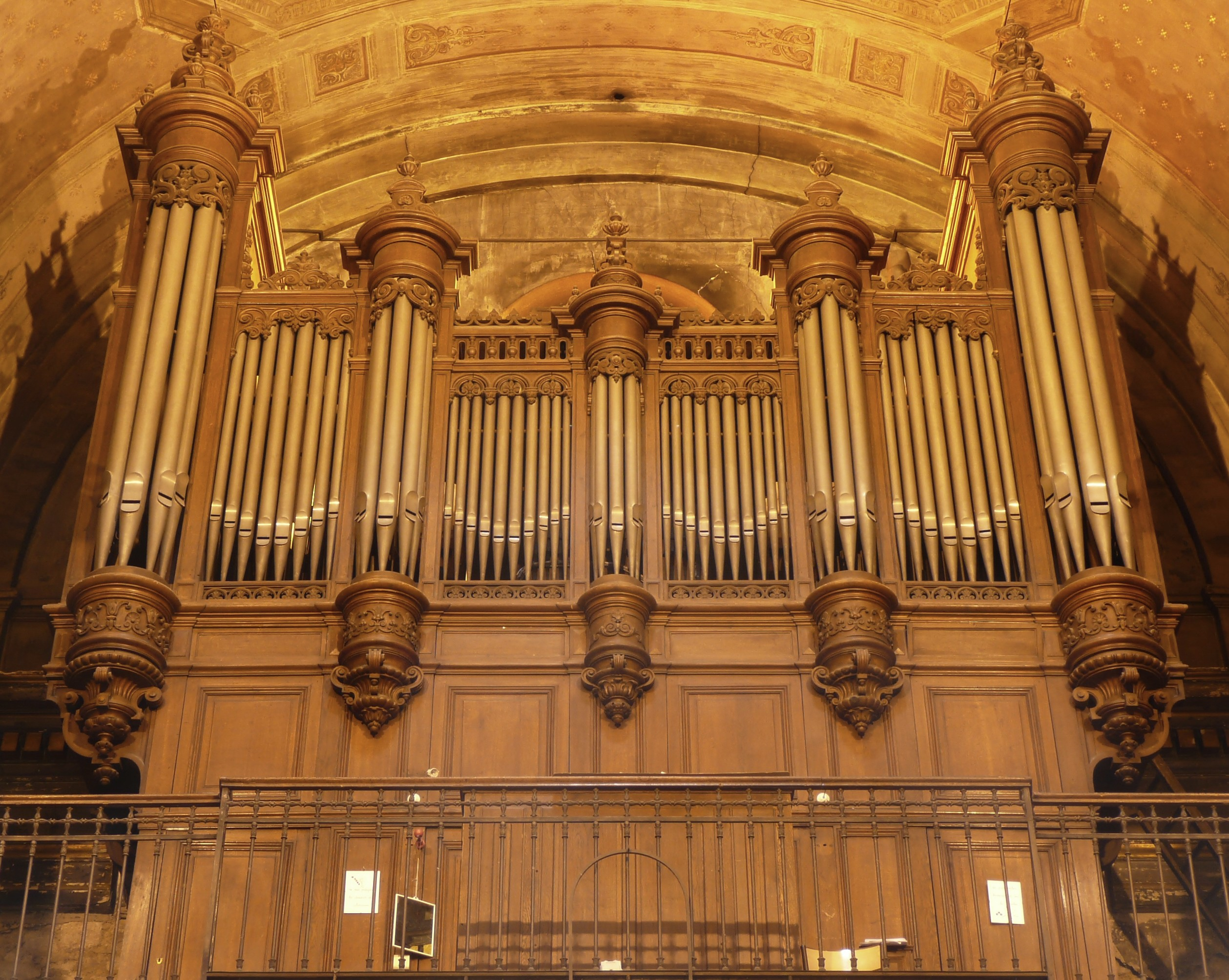
St-Charles, Orgel

Der neobarocke Hochaltar stammt von Jules Cantini (1826–1916). Vier Seitenaltäre sind Josef von Nazareth, Karl Borromäus, der Muttergottes und dem Herzen Jesu gewidmet, die ersten drei mit Statuen von Honoré Coder (1784–1845). Die Kirche verfügt über Gemälde von Jean-Joseph Dassy und Augustin Aubert (1781–1857), Statuen (Ivo Hélory und Antonius von Padua) von Louis Castex (1868–1954) und eine Kanzel (nach Plänen von Gaudensi Allar 1841–1904). 
Die Orgel (1859) stammt von Aristide Cavaillé-Coll. Sie verfügt über 24 Register auf zwei Manualen und Pedal. Im Laufe der Zeit hat es mehrere Reinigungen, Reparaturen und Veränderungen gegeben. In den Jahren 2023 bis 2026 wird das Instrument von der Manufaktur Michel Jurine restauriert. Dazu wurde es 2023 demontiert. Ende 2026 soll die Orgel wieder in Gebrauch genommen werden können.

## Nachweise
1. ↑  Inventaire nationale des orgues:  Église Saint-Charles, Marseille

Koordinaten: 43° 17′ 30,5″ N, 5° 22′ 31,3″ O